# Sheeba
Sheeba was een Ierse meidengroep uit de jaren 70 en 80.
De groep bestond uit de zangeressen Maxi, Marion Fossett en Frances Campbell.
In 1978 schreven ze zich in voor de National Song Contest om zo voor Ierland naar het Eurovisiesongfestival te mogen, maar ze eindigden slechts 6de. Drie jaar later was het wel raak met het lied Horoscopes, ze mochten in eigen land de eer hoog houden en dat deden ze ook met verve, ze eindigden knap 5de.
Ook in 1982 waren ze van de partij in de nationale preselectie maar met hun lied Go raibh maith agat dat in het Gaelic was werd voorlaatste. Niet getreurd, twee jaar later stonden ze er opnieuw met het lied My love and you, het verging hen toen beter met een 4de plaats.
Maxi had in 1973 ook al eens op het songfestival gestaan.
1965: Butch Moore · 
1966: Dickie Rock · 
1967: Sean Dunphy · 
1968: Pat McGeegan · 
1969: Muriel Day · 
1970: Dana · 
1971: Angela Farrell · 
1972: Sandie Jones · 
1973: Maxi · 
1974: Tina Reynolds · 
1975: The Swarbriggs · 
1976: Red Hurley · 
1977: The Swarbriggs Plus Two · 
1978: Colm Wilkinson · 
1979: Cathal Dunne · 
1980: Johnny Logan · 
1981: Sheeba · 
1982: The Duskeys · 
1984: Linda Martin · 
1985: Maria Christian · 
1986: Luv Bug · 
1987: Johnny Logan · 
1988: Jump the Gun · 
1989: Kiev Connolly & The Missing Passengers · 
1990: Liam Reilly · 
1991: Kim Jackson · 
1992: Linda Martin · 
1993: Niamh Kavanagh · 
1994: Paul Harrington & Charlie McGettigan · 
1995: Eddie Friel · 
1996: Eimear Quinn · 
1997: Marc Roberts · 
1998: Dawn Martin · 
1999: The Mullans · 
2000: Eamonn Toal · 
2001: Gary O'Shaughnessy · 
2003: Mickey Harte · 
2004: Chris Doran · 
2005: Donna & Joe · 
2006: Brian Kennedy · 
2007: Dervish · 
2008: Dustin the Turkey · 
2009: Sinéad Mulvey & Black Daisy · 
2010: Niamh Kavanagh · 
2011: Jedward · 
2012: Jedward · 
2013: Ryan Dolan · 
2014: Can-linn feat. Kasey Smith · 
2015: Molly Sterling · 
2016: Nicky Byrne · 
2017: Brendan Murray · 
2018: Ryan O'Shaughnessy · 
2019: Sarah McTernan · 
2021: Lesley Roy · 
2022: Brooke · 
2023: Wild Youth · 
2024: Bambie Thug · 
2025: Emmy